# Cooperativismo
Cooperativismo é a doutrina que preconiza a colaboração e a associação de pessoas ou grupos com os mesmos interesses, a fim de obter vantagens comuns em suas atividades econômicas. O associativismo cooperativista tem por fundamento o progresso social da cooperação e do auxílio mútuo segundo o qual aqueles que se encontram na mesma situação desvantajosa de competição conseguem, pela soma de esforços, garantir a sobrevivência.
Diante de todas as características surgidas no momento Pós Revolução Industrial e da cada vez maior influência das ideias liberais em todos os cantos do mundo, o descontentamento com as elevadas taxas de desemprego e com os baixos salários recebidos pelos trabalhadores fez com que respostas tomassem grandes proporções no cenário social. Uma dessas respostas foi a união de trabalhadores para que conseguissem melhores condições nas atividades prestadas, surgindo, daí, as cooperativas.
Como fato econômico, o cooperativismo atua no sentido de reduzir os custos de produção, obter melhores disposições de prazo e preço, edificar instalações de uso comum, enfim, interferir no sistema em vigor à procura de alternativas e soluções que se adaptem melhor às condições dos trabalhadores.

O ser-humano vem trabalhando em conjunto desde os tempos primitivos, na colheita e na produção de bens. Alguns teóricos defenderam a ideia de que todos os frutos do trabalho comum deveriam ser repartidos igualmente. Outros, que todas as vezes que esse sistema foi tentado os trabalhadores perderam o estímulo pelo trabalho, ficaram desinteressados e insatisfeitos. No fim, em um sistema onde lucros são repartidos entre todos os participantes da cadeia produtiva ou em um onde o lucro é concentrado em poucas pessoas que pagam a mão-de-obra por salários, nem sempre justos, a união de trabalhadores é percebida como principal garantidora de requisitos mínimos, para um exercício satisfatório do trabalho, e protetora contra possíveis abusos vindos de diversos sujeitos e situações.
Partindo do pressuposto que o cooperativismo aflora com a união de pessoas ou grupos a fim de um objetivo comum, compreende-se que essa forma de associação esteve presente desde os primórdios da humanidade, quando de forma solidária, nossos ancestrais pela necessidade de sobrevivência em lugares avessos supriam suas necessidades pela cooperação no intuito de conseguir abrigo e alimentos. (CENZI, 2012).
São diversos os exemplos de congregação de grupos e pessoas ao longo da história da humanidade no intuito de auxílio mútuo. Os nômades se reuniam para coletar e caçar. Povos asiáticos cultivavam lavouras e os diversos povos indígenas ao redor do mundo se agrupavam para caçar, pescar e guerrear. (CENZI, 2012).

## Origens

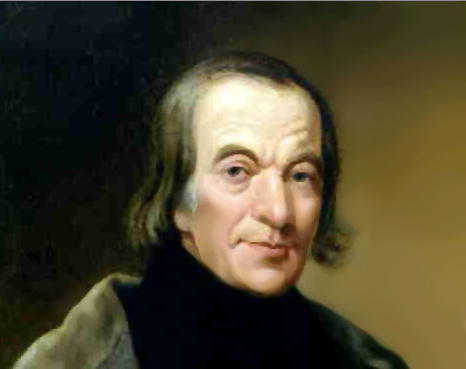
Pintura de Owen em 1845

Em seus primórdios, no século XVIII, o cooperativismo pretendia constituir uma alternativa política e econômica ao capitalismo, eliminando o patrão e o intermediário, e concedendo ao trabalhador a propriedade de seus instrumentos de trabalho e a participação nos resultados de seu próprio desempenho (semelhante ao comunismo). Reformadores sociais, socialistas utópicos ou socialistas cristãos como Robert Owen e Charles Fourier criaram cooperativas de produção, por exemplo, na qual implementavam em sociedades urbanas novos modelos socioeconômicos, os quais podem ser tomados como grandes influenciadores do sistema cooperativista. Louis Blanc fundou o que chamou de "oficinas sociais", ao agrupar artífices do mesmo ofício. Nessas oficinas, haveria repartição de parte do lucro, para a melhoria dos salários dos integrantes, enquanto outra parte seria investida na própria sociedade, por meio da compra de maquinaria nova e instrumentos de trabalho para novos integrantes; além disso, parte também seria revertida em um sistema de previdência e assistencialismo.

Em maio de 1838, com o movimento cartista na Inglaterra, que se disseminou pela classe média, surgiram as primeiras manifestações concretas de cooperativismo, que culminaram com a fundação da Sociedade dos Probos Pioneiros de Rochdale ("Rochdale Society of Equitable Pioneers") (1844), que reunia 28 tecelões da localidade. Organizado na mesma época, mas sem a mesma influência, o movimento francês teve a iniciativa de Benjamim Buchez (1776-1860) e Louis Blanc (1811-1882). Na Alemanha surgiram as cooperativas de crédito e consumo. Herman Schulze (1808-1883) fundou a Associação das Cooperativas Alemãs em 1859.
Pregando pelos princípios cooperativistas, em 1895, em Londres, fora criada a Aliança Cooperativa Internacional - órgão máximo do cooperativismo mundial - continuando as obras dos Pioneiros de Rochdale reuniam associações cooperativistas de diversos países que buscavam a melhoria nas condições econômicas e sociais dos membros pelo auxílio mútuo. (PINHO, 1966b; CENZI, 2012).
Destacam-se, como teóricos de cooperativismo, Beatrice Potter Webb, Luigi Luzzatti e Charles Gide, que chegou a propor a “república cooperativa”.
A República Cooperativa consistia na cooperativização da sociedade, tendo como base as cooperativas de consumo até a concretização das cooperativas de produção industrial e agrícolas. (PINHO, 1966a, p. 56).
Dentre as doze virtudes cooperativistas pregadas por Charles Gide têm se: Viver Melhor, pagar a dinheiro, poupar sem sofrimento, suprimir os parasitas (eliminação de intermediários), combate ao alcoolismo, integração das mulheres nas questões sociais, educação econômica para o povo, facilitação ao acesso a propriedade, reconstrução de sociedade coletiva, estabilização de justo preço, eliminação do lucro capitalista e a abolição dos conflitos. (Pinho 1966b, p. 34-35).
No Brasil, em 1889 foi fundada a primeira cooperativa. Era a Cooperativa Econômica dos Funcionários Públicos de Ouro Preto, voltada para a produção agrícola. Entretanto, desde a época da colonização, a cooperação já era observada no país. Apesar de existir há muito tempo, o modelo só ganhou representatividade considerável em 1969, com a criação da Organização das Cooperativas Brasileiras (OCB), a qual substituiu a Associação Brasileira de Cooperativas e a União Nacional de Cooperativas.
Na atualidade, especialmente nos países capitalistas mais desenvolvidos, o cooperativismo convive com outras formas de organização empresarial. No Brasil, sobressaem algumas cooperativas agrícolas e é destacado o Ramo Crédito, por meio do qual o país ocupa a 16ª posição no mundo em expressão no Cooperativismo de Crédito. O Brasil possui cerca de 1.100 Cooperativas de Crédito, 38 Centrais Estaduais e 4 Confederações, sendo alicerçado basicamente em 5 sistemas de crédito, sejam eles, SICOOB, SICREDI, UNICRED, e CECRED, CONFESOL.
O modelo brasileiro de cooperativismo é o unitário, isto é, a cooperação é regulada por uma só lei orgânica. Em modelo diversificado, por outro lado, haveria legislação específica para cada tipo de organização cooperativa.

## Conceito de cooperativa
O Congresso de Praga de 1948 definiu a sociedade cooperativa, ou simplesmente cooperativa, nos seguintes termos págs. 19-20:
| “ | Será considerada como cooperativa, seja qual for a constituição legal, toda a associação de pessoas que tenha por fim a melhoria econômica e social de seus membros pela exploração de uma empresa baseada na ajuda mínima e que observa os Princípios de Rochdale. | ” |

Tais princípios são sete:
1. adesão livre
2. administração democrática
3. retorna da proporção das compras
4. juro limitado ao capital
5. neutralidade política e religiosa
6. pagamento em dinheiro à vista
7. fomento da educação cooperativa

Esses princípios declarados em 1844 foram a base dos estabelecidos em 1966 pela Aliança Cooperativa Internacional e resumem-se em: adesão livre; gestão democrática; taxa limitada de juro ao capital social; sobras eventuais aos cooperados, que podem ser destinadas ao desenvolvimento da cooperativa, aos serviços comuns e aos associados, proporcionalmente a suas operações; neutralidade  social, política, racial e religiosa; ativa colaboração das cooperativas entre si e em todos os planos, local, nacional e internacional; constituição de um fundo de educação dos cooperados e do público em geral.
Uma cooperativa é uma sociedade cujo capital é formado pelos associados e tem a finalidade de somar esforços para atingir objetivos comuns que beneficiem a todos. Há muitos tipos de cooperativas. Algumas têm como finalidade a comercialização de bens produzidos por seus membros. Essas são as chamadas cooperativas de produção. Outras têm a finalidade de comprar bens de consumo e revendê-los a seus associados a preços mais baratos que os do mercado; são as cooperativas de consumo. Outras fornecem recursos financeiros aos seus associados; chamam-se cooperativas de crédito. Outras, finalmente podem prestar serviços, como transporte de carga, abastecimento de água, distribuição de energia elétrica; são as cooperativas de serviço.
A Organização Internacional do Trabalho apresenta, também, em sua Recomendação 193, votada em 20.06.2002, um conceito distinto de cooperativa:
“Para os fins desta Recomendação, o termo “cooperativa” se define como uma associação autônoma de pessoas unidas voluntariamente para satisfazer suas necessidades e aspirações econômicas, sociais e culturais em comum através da criação de uma empresa de propriedade conjunta e gerida de forma democrática.”

## Tipos de cooperativas
As cooperativas dividem-se em diversos tipos: trabalho, agropecuárias, consumo, crédito, habitacionais, infraestrutura. As segundas congregam consumidores de qualquer gênero, de forma a obter melhores preços, condições e qualidade de bens e serviços, comprando por atacado ou diretamente do produtor, para uso próprio ou revenda.

### Cooperativas de trabalho (de produção e de serviços)
Agrupam trabalhadores que se associam para produzir bens ou serviços para uso mútuo ou visando ao mercado. Segundo a legislação brasileira, considera-se cooperativa de trabalho "a sociedade constituída por trabalhadores para o exercício de suas atividades laborativas ou profissionais com proveito comum, autonomia e autogestão para obterem melhor qualificação, renda, situação socioeconômica e condições gerais de trabalho".
A essência da cooperativa de trabalho é a de criar vantagens e/ou condições melhores para o cooperado exercer sua atividade do que se estivesse trabalhando de forma autônoma. O Cooperado, ao mesmo tempo que fundador da cooperativa, é, também, cliente dela. Não há relação de emprego entre o cooperado e a cooperativa, tampouco entre a cooperativa e seus cooperados.
Ainda segundo a legislação brasileira, a Cooperativa de Trabalho rege-se pelos seguintes princípios e valores:
I - adesão voluntária e livre: Ato de liberalidade do indivíduo em se tornar membro da cooperativa;
II - gestão democrática: Os próprios cooperados detêm a gestão da cooperativa e possuem direito a voto;
III - participação econômica dos membros: O lucro da atividade exercida pelos cooperados é revertida em prol dos próprios trabalhadores, devendo arcar com os custos da manutenção dos serviços prestados pela cooperativa;
IV - autonomia e independência: Os trabalhadores possuem autonomia entre si e em relação à cooperativa, em razão de serem “clientes” e gestores desta ao mesmo tempo;
V - educação, formação e informação;
VI - intercooperação: Apesar da autonomia que cada cooperado possui para desenvolver sua atividade econômica, os trabalhadores, por se unirem para exercer atividade em comum, se ajudam mutuamente;
VII - interesse pela comunidade: A união de forças para exercer atividade em comum, sob condições de trabalho mais favoráveis aos cooperados, resulta no oferecimento de serviços com menor custo para a comunidade;
VIII - preservação dos direitos sociais, do valor social do trabalho e da livre iniciativa;
IX - não precarização do trabalho: As condições de trabalho são previstas no Estatuto da Cooperativa e qualquer alteração deve ser feita mediante assembleia previamente convocada.
X - respeito às decisões de assembleia, observado o disposto nesta Lei: O quorum para aprovação de decisões é a maioria simples dos presentes na reunião, conforme dispõe o inciso V, do artigo 1.094 do Código Civil brasileiro;
XI - participação na gestão em todos os níveis de decisão de acordo com o previsto em lei e no Estatuto Social: É de interesse dos próprios cooperados participarem das assembleias deliberativas. Conforme dispõe o artigo 1.094, do Código Civil brasileiro, não é necessária a presença de todos os sócios para tomada de decisões. Contudo, uma vez decido, não há como os faltantes reclamarem, apenas em caso de fraude, que exige processo judicial.
Este segmento tem tido um crescimento bastante significativo nos últimos anos no país.

### Cooperativas agropecuárias
Essas cooperativas classificam e processam os produtos do setor primário, e comercializam os produtos industrializados, obtendo assim melhor remuneração aos seus associados. Cada membro contribui com um percentual variável do valor da produção para pagar os custos do processamento, administração e comercialização. O dinheiro recebido pela cooperativa retorna ao produtor agrícola na proporção de sua produção. Essas cooperativas também proveem outros serviços, como insumos, armazenamento, transporte, publicidade e pesquisa. Essas cooperativas atuam, geralmente, na produção de cereais e animais, como trigo, soja, milho, algodão, leite, carne, fumo, lã, frutas cítricas ou aves domésticas.

### Cooperativas de consumo
O movimento moderno de cooperativismo voltado para o consumo foi iniciado em Rochdale, na Inglaterra, em 21 de dezembro de 1844, quando 28 tecelões pobres organizaram um pequeno armazém de secos e molhados, em Toad Lane. Cada um pagava uma pequena contribuição a um fundo para o aluguel da loja e a compra de farinha, açúcar, manteiga e farinha de aveia a preços de atacado.
Esses pioneiros do cooperativismo introduziram alguns princípios que ficaram conhecidos como Princípios de Rochdale. Praticamente todas as cooperativas de hoje se norteiam por esses princípios. Um deles é o de que o direito de associação é extensivo a todos. Outro é o de que cada membro só tem direito a um voto, seja qual for a sua participação na cooperativa. Esse princípio se destina a assegurar o controle democrático da cooperativa. Há ainda um princípio segundo o qual todo o dinheiro ganho pela cooperativa deve reverter aos associados em forma de poupança. As normas limitam também o volume de dinheiro a ser pago por ações. Esse limite comumente é de 4%. O comércio é sempre à vista.
O armazém de Rochdale cresceu até possuir mais de 45 mil associados e um capital superior a meio milhão de libras. Desde então o movimento difundiu-se em outras partes do mundo. As organizações centrais de cooperativas são associadas à Aliança Cooperativa Internacional.

### Cooperativas de crédito
As cooperativas de crédito, comuns na Alemanha do século XIX, operavam em conjunto com as de consumo, e atendiam principalmente aos pequenos produtores urbanos e artesãos. Além das naturais formas mistas, um quarto tipo é a cooperativa agrícola, que funde os três tipos anteriores, atuando em todo o universo da atividade econômica vinculada à agricultura: compra de sementes e outros insumos; financiamento da produção; construção de silos e armazéns; plantio e colheita; comercialização, etc.

## Experiências no mundo

### Brasil
Apesar de muitos autores afirmarem que a história do cooperativismo brasileiro se inicia oficialmente em 1889, com a Cooperativa Econômica dos Funcionários Públicos de Ouro Preto no estado de Minas Gerais, uma cooperativa de consumo que tinha por objetivo a aquisição de produtos agrícolas por partes dos cooperados, na verdade existem registros de cooperativas formalmente constituídas desde o período do Brasil Imperial. Como exemplo, pode ser citada a Associação Popular Cooperativa Predial do Recife, com autorização de funcionamento conferida pelo Decreto nº 5.084, de 11 de setembro de 1872, assim como a Sociedade Cooperativa de Consumo de Pão, fundada na cidade de Niterói, após Decreto nº 6.474, de 30 de dezembro de 1877.  Após, as ideias cooperativistas se expandiram pelos estados de Pernambuco, Rio de Janeiro, São Paulo e Rio Grande do Sul de forma autônoma, haja vista que o objetivo dessas primeiras cooperativas era saciar as necessidades de seus próprios membros.
No dia 02 de dezembro de 1969 foi criada a Organização das Cooperativas Brasileiras (OCB), sendo registrada em cartório no ano seguinte. Esta sociedade civil sem fins lucrativos tinha por objetivo a representação e defesa dos interesses do cooperativismo nacional.
Do mesmo modo, o ano de 1995 foi um importante marco para o cooperativismo brasileiro. O antigo presidente da OCB, Roberto Rodrigues, se tornou o primeiro não europeu a liderar a Aliança Cooperativa Internacional (ACI), organismo mundial que tem como função a preservação e defesa dos princípios cooperativistas.
Com o objetivo de dar continuidade à expansão dos ideais cooperativistas foi criada, em 1998, o Serviço Nacional de Aprendizagem do Cooperativismo (Sescop), instituição focada no ensino, formação profissional, organização e promoção social dos trabalhadores e associados das cooperativas nacionais. Outra instituição de suma importância no campo cooperativo é a Confederação Nacional das Cooperativas (CNCoop) que exerce a função sindicalista de grau máximo no âmbito cooperativista desde 2005, além de coordenar o Sistema Sindical Cooperativista. De acordo com o disposto em seu site oficial, esta instituição possui como missão: “Defender o cooperativismo e os interesses da categoria econômica das cooperativas brasileiras.”
No tange a legislação competente, dois anos após a fundação da OCB, foi promulgada a Lei Federal n.º 5.764/71 que disciplinou o regime jurídico próprio das cooperativas e que, além de destacar o papel representativo da OCB, trouxe alguns pontos limitadores da autonomia dos cooperados. Limitações estas superadas pela Constituição da República de 1988. Esta lei, ainda vigente, funciona como a lei geral das cooperativas.
Como já dito, a lei que disciplina de forma geral as cooperativas no campo nacional é a 5.764/71 e, em caso de omissão, o Código Civil Brasileiro. Entretanto, existem categorias jurídicas específicas ligadas ao cooperativismo que possuem legislação própria, são elas:
Cooperativas de Trabalho: Lei Federal n.º 12.690/2012
Cooperativas Sociais: Lei Federal n.º 9.867/1999
Sistema Nacional de Crédito Cooperativo: Lei Complementar n.º 130/2009
Pronacoop Social: Decreto n.º 8.163/2013
Serviço Nacional de Aprendizagem do Cooperativismo: Decreto n.º 3.017/1999
Aspectos Contábeis de Entidades Cooperativas: Resolução CFC 920/2001
Entidades Cooperativas de Assistência à Saúde: Resolução CFC 944/2002
Ademais, existem diversas leis aprovadas pelas assembleias legislativas dos estados membros da federação que disciplinam a matéria cooperativista no âmbito estadual, como por exemplo:
Lei n.º 12.226/2006 do Estado de São paulo
Lei n.º 7.770/2017 do Estado do Rio de Janeiro
Lei n.º 15.075/2004 do Estado de Minas Gerais
Lei n.º 11.362/2009 do Estado da Bahia
Lei n.º 1.598/2004 do Estado do Acre
Lei n.º 9.129/2009 do Estado do Mato Grosso
Lei n.º 2.830/2004 do Estado do Mato Grosso do Sul
Lei n.º 8.553/2004 do Estado do Rio Grande do Norte
Lei n.º 16.834/2015 do Estado de Santa Catarina
No campo internacional, há também a Recomendação 193 da Organização Internacional do Trabalho (OIT). Votada na 90ª conferência da OIT, realizada em 20/06/2002, a recomendação versa sobre a promoção das cooperativas, além de estabelecer diversos parâmetros para a aplicação de políticas públicas, papel dos governos e relação das organizações de trabalhadores e cooperativas, todos no âmbito do estímulo ao cooperativismo.
A aludida recomendação traz a base para o estímulo, desenvolvimento e fortalecimento das cooperativas, não fazendo discriminação quanto ao nível de desenvolvimento dos países. Do mesmo modo, a OIT expõe sua visão atinente ao papel dos governos nesse contexto, qual seja a criação de um sistema jurídico compatível com a natureza e função das cooperativas, além da criação de políticas públicas que visem sua promoção.
A Constituição brasileira de 1988 foi o primeiro texto constitucional do país a mencionar o assunto (artigo 5.º, inciso XVIII, artigos 21, 174, 187 e 192). O artigo 146 remete o assunto a lei complementar, mas na falta desta é recepcionada como tal a Lei n.º 5.764. Historicamente, apesar de haver referências no país ao movimento cooperativista desde 1890, o Decreto n.º 979, de 6 de janeiro de 1903, foi o primeiro dispositivo legal que cuidava das atividades dos sindicatos de profissionais da agricultura e das atividades rurais e de cooperativas de produção e consumo.
Historicamente, podem ser citadas outras normas legais que tiveram por objetivo a regulação das cooperativas, como exemplo, tem-se o Decreto n.º 1.637, de 5 de janeiro de 1907. Outro importante marco legal foi Decreto n.° 22.239, de 19 de dezembro de 1932, que relacionava dezesseis tipos de cooperativas, sendo as principais: de produção agrícola, de produção industrial, de trabalho, de beneficiamento de produtos, de consumo, de comercialização, de seguro, habitacionais, de editoração e finalidades culturais, escolares e mistas. Além disso, os Decretos n.º 24.647, de 1934, n.º 581 de 1938 e Decreto-lei n.º 8.401 de 1945 (consolidação dos outros dois, sobre cooperativa sindicalista) também exerceram um importante papel na definição dos tipos de cooperativas brasileiras à época. Por fim, podem ser destacadas as leis n.º 4.380 (cooperativas habitacionais), 4.504 (Estatuto da Terra) e 4.595 (Cooperativas de Crédito), todas de 1964.
As cooperativas têm como características: o capital social variável (com teto mínimo, mas sem teto máximo); variabilidade do número de associados acima do mínimo, que é de vinte pessoas físicas (cooperativas singulares); limitação de valor das quotas-partes e do máximo de quotas-partes para cada associado, não podendo exceder a 1/3 do total; proibição de vender ou passar quotas-partes a terceiros; quórum (determinado número de membros presentes) para que a Assembleia Geral possa funcionar e deliberar; indivisibilidade do fundo de reserva, mesmo em caso de dissolução da sociedade; voto único para cada associado, independente de suas quotas-partes; área de ação determinada no estatuto; distribuição proporcional dos lucros ou sobras.
De acordo com a farta legislação exposta, as cooperativas não podem: usar firma social em nome coletivo; ter o nome de qualquer associado em sua designação; criar agências ou filiais dentro ou fora de sua área de ação; emitir ações para constituir capital; remunerar de qualquer forma agenciadores de associados; estabelecer privilégios em favor de fundadores ou diretores; admitir como associados pessoas jurídicas de natureza mercantil (exceto o previsto na lei 5.764/71), fundações, corporações e outras sociedades civis; cobrar prêmio pela admissão de novos associados; participar de manifestações políticas ou religiosas; especular sobre a compra e venda de títulos.

### Fraudes em cooperativas
Há entretanto, empresas que utilizam da mão de obra de indivíduos, como cooperados, a fim de burlar as leis trabalhistas. Dessa forma, falsas cooperativas surgem, configuradas como tais somente na forma jurídica, para excluir o vínculo empregatício. Nas situações fraudulentas mencionadas, o caráter de autonomia do trabalhador, essencial ao trabalho cooperado é usurpado.
É sabido que os requisitos vínculo empregatício são: serviço ser prestado por pessoa física, pessoalidade, não eventualidade, subordinação e onerosidade. Nos casos em que tal fraude é identificada, e o caráter de subordinação da relação de trabalho verificado, a os empregados podem recorrer à Justiça do Trabalho para terem reconhecidas as relações de emprego e terem seus direitos trabalhistas percebidos.

### União Soviética e China
Na ex-União Soviética, as fazendas coletivas, ou colcoses (kolkhoz), constituíam uma forma de cooperativismo coletivista imposto pelo Estado. A diferença fundamental estava em que as terras e tudo o que produziam eram de propriedade do Estado. O colcós, assim, era uma propriedade social característica da acentuada centralização da economia soviética.
A centralização econômica na URSS se dava somente por parte de insumos "pesados", a parte "leve" da indústria era organizada de forma autônoma e existia pouco se qualquer controle por parte do partido em boa parte das indústrias, principalmente nas cooperativas, como a de trens de moscou, que foi a maior empresa da URSS e não tinha praticamente nenhuma influência no seu modo de gestão e no seu quadro operacional.
Na China, o primeiro plano quinquenal, de 1953 a 1957, que visava à implantação do socialismo, baseou-se no modelo soviético e criou no campo cooperativas agrícolas de produção, que agrupam de trinta e quarenta famílias trabalhando em conjunto. Ao contrário do que se dava na União Soviética, a terra e os meios de produção continuavam propriedades individuais e a renda era distribuída conforme o trabalho e os equipamentos de cada um.
Ao final desse plano quinquenal, as cooperativas já tentam de 100 a 300 famílias. Terras e bens de produção passaram a ser propriedade da cooperativa. Os trabalhadores rurais continuavam donos de seus bens pessoais, casa de moradia e animais domésticos. Podiam, ainda, cultivar hortas para consumo próprio. A partir de 1957, novas mudanças ocorreram: as cooperativas agrícolas foram substituídas pelas comunas rurais, cada uma com cerca de cinco mil famílias. No final do século, outras modificações estruturais verificaram-se na China.

### Israel
A Organização Internacional do Trabalho considera Israel um "laboratório cooperativo", onde se destacam quatro tipos:
- Kvutzah, formado de 15 a 25 famílias em regime comunitário quanto aos bens e educação das crianças;[11]
- Kibutz, com 1 000 a 1 500 pessoas, organizado conforme o tipo anterior;
- Moshav, que opera com pequenos produtores, conciliando independência de atuação com supervisão técnica e administrativa;
- Moshav shitufi, organização intermediária entre o segundo e o terceiro tipo.[11]